# Torguny
Torguny (biał. Таргуны; ros. Торгуны) – agromiasteczko na Białorusi, w obwodzie witebskim, w rejonie dokszyckim, w sielsowiecie Tumiłowicze.
Znajduje się tu parafialna cerkiew prawosławna pw. Obrazu Chrystusa Zbawiciela Nie Ludzką Ręką Uczynionego.

## Historia
W czasach zaborów w granicach Imperium Rosyjskiego.
W dwudziestoleciu międzywojennym ówczesny zaścianek leżał w Polsce, w województwie wileńskim, w powiecie dziśnieńskim, w gminie Dokszyce.
Według Powszechnego Spisu Ludności z 1921 roku zamieszkiwało tu 511 osób, 5 było wyznania rzymskokatolickiego a 506 prawosławnego. Jednocześnie wszyscy mieszkańcy zadeklarowali białoruską przynależność narodową. Było tu 101 budynków mieszkalnych. W 1931 w 123 domach zamieszkiwało 585 osób.
Miejscowość należała do parafii rzymskokatolickiej i prawosławnej w Dokszycach. Podlegała pod Sąd Grodzki w Dokszycach i Okręgowy w Wilnie; właściwy urząd pocztowy mieścił się w Dokszycach.